# Chiesa di San Biagio nuova (Albiano)
La chiesa di San Biagio nuova è la parrocchiale di Albiano nella Val di Cembra in Trentino. Appartiene all'ex-decanato di Civezzano e Piné e risale al XX secolo. Ha sostituito la chiesa precedente, dedicata sempre a san Biagio, che risale al XII secolo.

## Storia

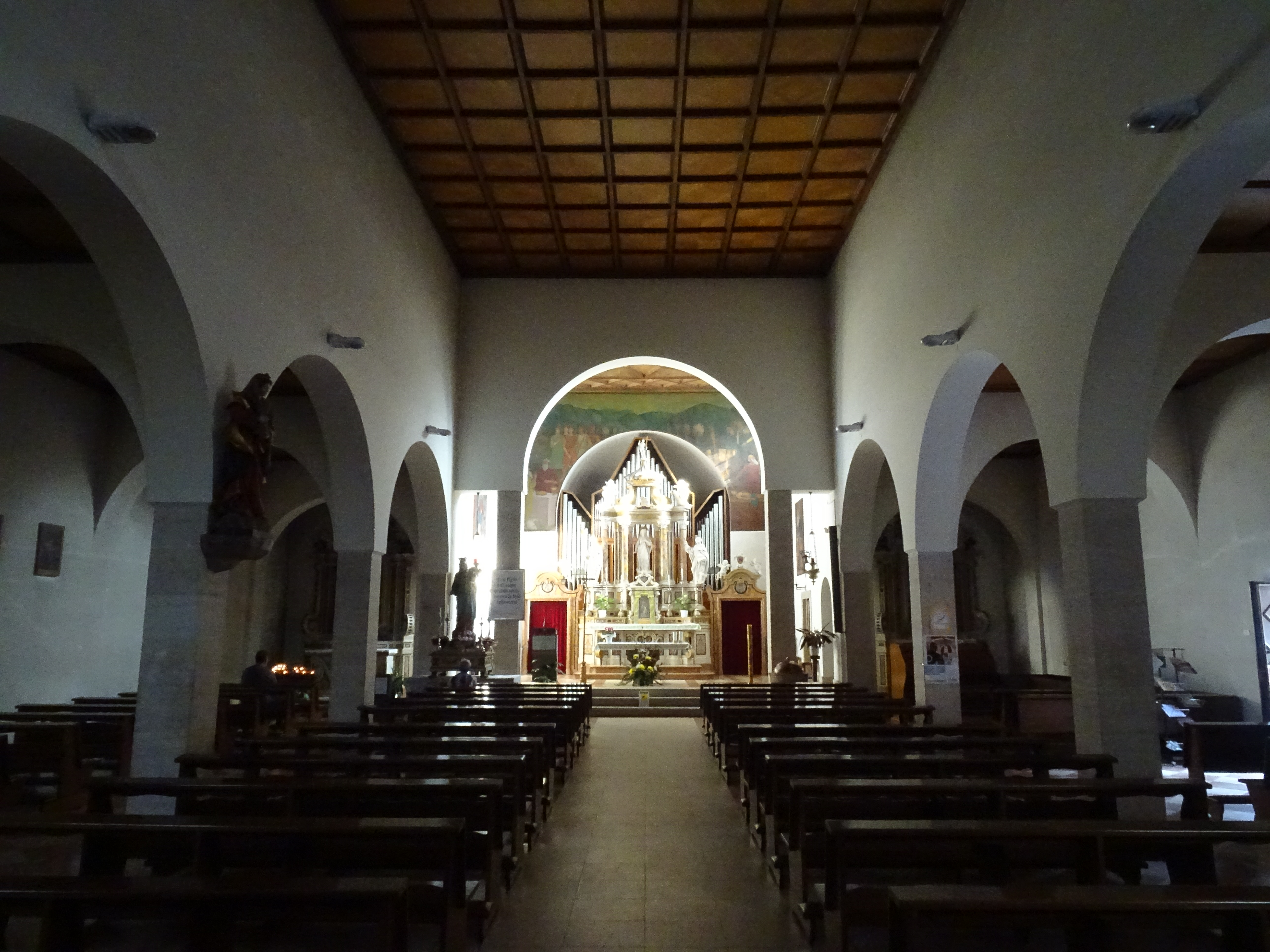
Interno

Dopo la prima guerra mondiale la vecchia chiesa parrocchiale dedicata a san Biagio iniziò ad essere inadatta alle esigenze della popolazione di Albiano e si pensò inizialmente ad un suo ampliamento. Gli studi per questa originaria soluzione vennero eseguiti prima dal maestro muratore Giacomo Odorizzi di Albiano e subito dopo dall'architetto Giovanni Tiella, nato a Milano ma trasferitosi con la sua famiglia a Rovereto nel 1895. Le modifiche previste non si dimostrarono funzionali, quindi venne presa la decisione di costruire una nuova chiesa. Anche questo progetto, presentato nel 1928, vide la firma di Giovanni Tiella unita a quella di Pietro Marzani. Il progetto avrebbe previsto un'unione tra vecchia e nuova chiesa, ma anche questa idea non venne seguita.
I lavori iniziarono dopo le decisioni definitive della comunità, prima con un'opera di consolidamento dell'area sulla quale si doveva costruire l'edificio e poi con l'innalzamento della chiesa. Nel 1932 i lavori furono ultimati e la chiesa venne benedetta. Tre anni più tardi, nel 1935, l'edificio religioso venne consacrato da Enrico Montalbetti, arcivescovo coadiutore di Trento. Dopo il secondo conflitto mondiale si susseguirono vari lavori come la decorazione del presbiterio, la sistemazione di un rivestimento ligneo del soffitto della sala e del presbiterio, il rifacimento dell'accesso al portale principale la tinteggiatura ed altri interventi. Nuovi lavori nel XXI secolo riguardarono le fondamenta dell'edificio, il pavimento ed il tetto.

## Descrizione

### Esterni
La facciata, suddivisa in tre parti, con le due ali laterali ridotte rispetto alla zona centrale, mostra una zoccolo in pietra a vista che ne percorre tutta la base e tre arcate cieche, delle quali solo la centrale ospita il portale principale e le altre finestre a semiluna. La copertura è in lastre di porfido.

### Interni
L'interno è a tre navate separate da pilastri. Sulle pareti laterali si aprono due piccole cappelle e sulla parete di fondo, che ospita l'abside a base semicircolare, si trova l'altare maggiore.